# Tri-R KIS TR-1
Tri-R KIS TR-1 je ameriško doma zgrajeno športno letalo, ki ga je zasnoval Rich Trickel, proizvajalo pa ga je podjetje Tri-R Technologies iz Kalifornije. KIS TR-1 ima nizkonameščeno kantilever krilo in fiksno tricikel pristajalno podvozje, možna je tudi opcija z repnim kolesom. 
Letalo se je prodajalo v kit obliki z amatersko sestavljanje, le-to naj bi trajalo okrog 1000 ur. 

## Specifikacije (KIS TR-1)
Podatki iz AeroCrafter and The Incomplete Guide to Airfoil Usage
Splošne značilnosti
- Posadka: 1 pilot
- Število sedežev: 1 potnik
- Dolžina: 22 ft 0 in (6,71 m)
- Razpon kril: 23 ft 0 in (7,01 m)
- Površina kril: 88,00 sq ft (8,175 m2)
- Aeroprofil: NACA 63-215
- Teža praznega letala: 750 lb (340 kg)
- Bruto teža: 1.300 lb (590 kg)
- Kapaciteta goriva: 20 U.S. gal (76 L; 17 imp gal)
- Pogon letala: 1 × Continental O-240 , 125 hp (93 kW)
- Propelerji: št. lopatic: 2 s fiksnim vpadnim kotom kraka

Zmogljivost
- Maks. hitrost: 195 mph (314 km/h; 169 kn)
- Potovalna hitrost: 175 mph (152 kn; 282 km/h)
- Hitrost pri porušitvi vzgona: 55 mph (48 kn; 89 km/h)
- Doseg: 750 mi (652 nmi; 1.207 km)
- Višina leta (servisna): 17.000 ft (5.182 m)
- Hitrost vzpenjanja: 1.200 ft/min (6,1 m/s)
- Obremenitev krila: 14,8 lb/sq ft (72 kg/m2)